# Lycoperdina ferruginea
Lycoperdina ferruginea är en skalbaggsart som beskrevs av Leconte 1824. Lycoperdina ferruginea ingår i släktet Lycoperdina och familjen svampbaggar. Inga underarter finns listade i Catalogue of Life.